# Mats Levén
Mats Göran Levén (ur. 11 września 1964 w Mölndal) – szwedzki wokalista, muzyk i kompozytor, multiinstrumentalista, a także inżynier dźwięku i producent muzyczny. Znany przede wszystkim jako wokalista, Levén działalność artystyczną podjął w drugiej połowie lat 80. XX w. Do 2016 roku wziął udział w nagraniach ponad stu albumów. Członek zespołów Krux, Cem Köksal, Ludor oraz Aeonsgate. Od 2006 roku, z przerwami współpracował z grupą Candlemass, w 2015 roku został oficjalnym członkiem tajże formacji. Był także m.in. członkiem takich zespołów jak Treat, Abstrakt Algebra, Fatal Force, Adagio, At Vance, a także zespołu szwedzkiego wirtuoza gitary elektrycznej Yngwiego Malmsteena. W latach 2004–2007 jako muzyk koncertowy i sesyjny współpracował z zespołem Therion. Ponadto, wspierał podczas koncertów formację Firewind oraz greckiego gitarzystę Gusa G.

## Wybrana dyskografia
| - Treat - Treat (1992, Vertigo) - Abstrakt Algebra - Abstrakt Algebra (1994, Megarock Records) - Yngwie Malmsteen - Facing the Animal (1997, Pony Canyon) - Yngwie Malmsteen - Yngwie Malmsteen LIVE!! (1998, Pony Canyon) - Krux - Krux (2002, Mascot Records) - Therion - Sirius B (2004, Nuclear Blast, sesyjnie) - Therion - Lemuria (2004, Nuclear Blast, sesyjnie) - Gypsy Rose - Gypsy Rose (2005, Avalon, gościnnie) - Krux - II (2006, GMR Music Group) - Fatal Force - Fatal Force (2006, MTM Music) - Therion - Gothic Kabbalah (2007, Nuclear Blast, sesyjnie) - Apocalyptica - Worlds Collide (2007, Sony BMG, gościnnie) |  | - Therion - Live Gothic (2008, Nuclear Blast, sesyjnie) - Therion - The Miskolc Experience (2009, Nuclear Blast, sesyjnie) - Crucified Barbara - 'Til Death Do Us Party (2009, GMR Music Group, produkcja muzyczna) - Krux - III - He Who Sleeps Amongst the Stars (2011, GMR Music Group) - Malison Rogue - Malison Rogue (2011, Inner Wound Recordings, produkcja muzyczna) - Candlemass - Psalms for the Dead (2012, Napalm Records, gościnnie) - Nubian Rose - Mountain (2012, Rambo Music, gościnnie) - Gus G. - I Am the Fire (2014, Century Media Records, gościnnie) - Gus G. - Brand New Revolution (2015, Century Media Records, gościnnie) - Aeonsgate - Pentalpha (2014, The Church Within Records) - HammerFall - (r)Evolution (2014, Nuclear Blast, gościnnie) - Candlemass - Death Thy Lover (2016, Napalm Records) |